# Гапон, Олег Валерьевич
Олег Валерьевич Гапон (род. 11 сентября 1996, Скидель, Гродненская область) — белорусский игрок в пляжный футбол. Выступает за сборную Белоруссии. Участник четырех чемпионатов мира (2019, 2021, 2024, 2025).

## Биография
Родился и вырос в городе Скидель Гродненской области. Выпускник местной школы № 3. Мать Олега занималась футболом и лёгкой атлетикой. В шесть лет Гапон начал заниматься бейсболом, играя на позиции кетчера. Параллельно с игрой в бейсбол уделял время футболу. В 10 лет его заметил тренер «Немана» Руслан Сакуто и пригласил в гродненскую команду.
С возрастом начал играть в дублирующем составе «Немана», но покинул команду в связи с уходом тренера Павла Родненка и конфликта с новым тренером. После этого его пригласили «УВД Динамо» из чемпионата Белоруссии по мини-футболу. На этом уровне он отыграл три сезона, приглашался в молодёжную сборную Белоруссии.
Окончил Гродненский государственный университет по специальности «туризм и гостеприимство». Работал оператором автозаправочной станции компании «Белоруснефть».
По предложению Василия Александровича Савича в 2014 году попробовал свои силы в пляжном футболе, продолжая в дальнейшем совмещать новый вид спорта с мини-футболом. В 2017 году впервые получил приглашение в состав сборной Белоруссии по пляжному футболу. В этом году он сыграл на Кубке талантов в Венгрии (7 место) и Евролиге (6 место). По итогам чемпионата Белоруссии забил 53 гола и стал лучшим бомбардиром турнира. Участник Кубка европейских чемпионов 2019 года в составе «Гроднооблспорта».
В 2018 году благодаря товарищам по сборной Бокачу и Константинову перешёл в российский клуб «Элмонт». В мае 2019 года присоединился к московскому «Спартаку». По итогам 2021 года занял второе место в списке лучших футболистов Белоруссии, уступив Никите Чайковскому. В феврале 2022 года подписал контракт с «Кристаллом» из Санкт-Петербурга, а в феврале 2024 года продлил контракт с клубом.
На чемпионате мира впервые сыграл в 2019 году в Парагвае. Участник мундиалей 2021 года в России, 2024 года в ОАЭ и 2025 года на Сейшельских островах. На ЧМ-2024 в матче с Сенегалом оформил хет-трик и был признан лучшим игроком встречи.

## Достижения
Сборная Белоруссии
- Финалист Евролиги: 2021
- Победитель Игр стран СНГ: 2023

На клубном уровне
- Чемпионат Белоруссии:
  - Первое место: 2018 (Гроднооблспорт)[11]
  - Второе место: 2015 (Гродно)[12]
  - Третье место: 2017 (Гродно)[4]
- Кубок Белоруссии:
  - Третье место: 2023 (Щучин)[13]
- Суперкубок Белоруссии:
  - Первое место: 2020 (Гроднооблспорт)[14]
- Чемпионат России
  - Первое место: 2022 (Кристалл)[15]
  - Второе место: 2019, 2020 (Спартак)[15]
- Кубок России
  - Первое место: 2022 (Кристалл)[15]
  - Второе место: 2019 (Спартак)[15]
  - Третье место: 2018 (ЭЛМОНТ)[6]

Индивидуальные награды
- Лучший бомбардир Московского международного кубка: 2023 (ЦОР)[16]
- Лучший бомбардир Inter Cup: 2021 (Белоруссия)[17]